# Manaminorisa
Manaminorisa (まなみのりさ) est un groupe féminin composé de trois idoles japonaises et formé en août 2007 à Hiroshima. Le groupe est également connu sous le nom de Mamiri (まみり).
C’est un groupe sœur du groupe d'idoles silQ.
Le nom Manaminorisa est l’acronyme et jeu de mots entre les prénoms de ses membres : Manami, Minori et Risa.

## Histoire
Les idoles sont originaires de Hiroshima dans la préfecture du même nom. Le trio commence sa carrière musicale lorsque les membres étudiantes à l'école artistique Actor’s School Hiroshima (アクターズスクール広島). D'autres fameuses artistes telles que le groupe Perfume et Riho Sayashi (de Morning Musume) ou encore Suzuka Nakamoto de BABYMETAL et Himeka Nakamoto de Nogizaka46 ont aussi été étudiantes dans cette école.
Les jeunes filles commencent leurs activités artistiques ensemble en août 2007. Leur site internet officiel ouvre en juillet 2008.
Elles participent à une émission de télévision d'une durée de 26 heures en juillet 2009. Le programme est diffusé au niveau national à travers tout le Japon.
Leur premier album Minna Genki! est sort en avril 2010.
Manami, Minori et Risa apparaissent dans l'émission TV Japan in Motion diffusée sur la chaîne française Nolife entre septembre et décembre 2010. Peu après, elles animent chaque semaine la rubrique Manaminorisa no Himitsu no Yufukashi (まなみのりさの秘密のよふかし☆) dans une émission de radio diffusée sur Hiroshima FM de décembre 2010 à mars 2011.
Les Manaminorisa remportent le U.M.U. Award en décembre 2011. Elles étaient en compétition avec d’autres groupe d'idoles japonaises et elles ont gagné le Grand Prix.
Le groupe fait ses débuts en major avec le single Blister sorti en août 2012 sous le label Pony Canyon. Le groupe d'idoles est diplômé de l'école artistique Actor's School Hiroshima en septembre 2012 et entre dans l'agence de talent Iron Creative.
Son premier album compilation Mamiri Best ~Polaris~ est sorti en novembre 2013.
Les idoles déménagent à Tokyo en 2014.
En février 2015, Manaminorisa collabore à un projet pour la promotion de Hiroshima et des okonomiyaki (plat japonais) de la région.
Elles sont apparues dans une publicité pour Asahi Dodekamin Night Fever (アサヒ ドデカミン ナイトフィーバー) en juin 2015.
Le 10e single des v Polaris Ab / Polaris's Counterattack, en vente en décembre 2015, marque le 2d début en major du groupe d’idoles.

## Membres
| Manami Tanino  | 谷野愛美   | 7 août 1991     | Hiroshima |  |
| Minori Okayama | 岡山みのり | 2 décembre 1990 | Yamaguchi |  |
| Risa Matsumae  | 松前吏紗   | 12 juin 1991    | Hiroshima |  |

## Discographie

### Albums
| #              | Date de sortie  | Titre de l'album | En japonais / Typographie | Label             |                |                |                |                |                |                |                |
| En indépendant | En indépendant  | En indépendant   | En indépendant            | En indépendant    | En indépendant | En indépendant | En indépendant | En indépendant | En indépendant | En indépendant | En indépendant |
| -------------- | --------------- | ---------------- | ------------------------- | ----------------- | -------------- | -------------- | -------------- | -------------- | -------------- | -------------- | -------------- |
| 1              | 28 avril 2010   | Minna Genki!     | みんな元気ィ！            | PONY CANYON MUSIC |                |                |                |                |                |                |                |
| En major       |                 |                  |                           |                   |                |                |                |                |                |                |                |
| 1              | 24 juillet 2013 | Mamiri Thunder   | まみりサンダー            | CryMAX Records    |                |                |                |                |                |                |                |

### Singles
| #              | Date de sortie   | Titre de l'album                                | En japonais / Typographie                     | Label               |                |                |                |                |                |                |                |
| En indépendant | En indépendant   | En indépendant                                  | En indépendant                                | En indépendant      | En indépendant | En indépendant | En indépendant | En indépendant | En indépendant | En indépendant | En indépendant |
| -------------- | ---------------- | ----------------------------------------------- | --------------------------------------------- | ------------------- | -------------- | -------------- | -------------- | -------------- | -------------- | -------------- | -------------- |
| 1              | 8 août 2007      | I Dol Dama☆C                                    | I DOL DAMA☆C                                  | CANdisc             |                |                |                |                |                |                |                |
| 2              | 23 décembre 2008 | Koi of Music                                    | 恋･オブ･ミュージック                          | Kyunnism            |                |                |                |                |                |                |                |
| 3              | 25 mars 2009     | Ai to Heiwa no Message                          | 愛と平和のメッセージ                          | Kyunnism            |                |                |                |                |                |                |                |
| 4              | 4 novembre 2009  | Possibility                                     | Possibily                                     | PONY CANYON MUSIC   |                |                |                |                |                |                |                |
| 5              | 17 novembre 2010 | Polaris / Sentimental Riot                      | ポラリス／センチメンタルライオット            | PONY CANYON MUSIC   |                |                |                |                |                |                |                |
| 6              | 2 novembre 2011  | Do Re Mi So Rock / Home Again ~Ai no Misoshiru~ | ドレみそ☆ロック！ / Home Again ～愛のみそ汁～ | Pony Canyon Artists |                |                |                |                |                |                |                |
| 7              | 28 avril 2012    | Oh! Please / Punkish Princess                   | OH!PLEASE / PUNKISH PRINCESS                  | CryMAX Records      |                |                |                |                |                |                |                |
| 8              | 28 avril 2012    | CQ.CQ.... / Walking Mermaid                     | CQ.CQ.･・・/WALKING MERMAID                   | CryMAX Records      |                |                |                |                |                |                |                |
| En major       |                  |                                                 |                                               |                     |                |                |                |                |                |                |                |
| 1              | 22 août 2012     | Blister                                         | Blister                                       | Pony Canyon         |                |                |                |                |                |                |                |
| -              | 26 juillet 2014  | Sakura Etranger                                 | 桜エトランゼ                                  | CryMAX Records      |                |                |                |                |                |                |                |
| 2              | 22 décembre 2015 | v Polaris Ab / Polaris’s Counterattack          | νポラリスAb／逆襲のポラリス                   |                     |                |                |                |                |                |                |                |
| 3              | 5 juillet 2016   | April fool at midsummer / Results               | 真夏のエイプリルフール／Results               |                     |                |                |                |                |                |                |                |

### Compilations
1. 27 novembre 2013 : Mamiri Best ~Polaris~ (まみりBest ～ポラリス～?)